# Euchromia oenone
Euchromia oenone är en fjärilsart som beskrevs av Butler 1876. Euchromia oenone ingår i släktet Euchromia och familjen björnspinnare. Inga underarter finns listade i Catalogue of Life.